# Valleret
Valleret é uma comuna francesa na região administrativa de Grande Leste, no departamento de Haute-Marne. Estende-se por uma área de 4,76 km². Em 2010 a comuna tinha 64 habitantes (densidade: 13,4 hab./km²).